# 赤因帖木儿
赤因帖木儿（13世纪—1323年），元朝大臣，又作赤因铁木儿、赤斤铁木儿，元英宗时中书平章政事。
元武宗至大元年（1308年）担任中书平章政事，兼任大同侍卫亲军都指挥使。元仁宗时，改任翰林学士承旨。延祐四年（1317年），再次担任中书平章政事。延祐七年（1320年）元英宗即位，罢职为集贤学士。至治三年（1323年）八月，他和铁木迭儿余党铁失等人在英宗从上都回京途中在南坡夜宿时，发动政变，杀死丞相拜住和元英宗。他赶回大都，收取诸司印信。泰定帝即位後，以弑君之罪处死赤因帖木儿，籍没其家，子孙全部诛戮。